# 야라 판 케르크호프

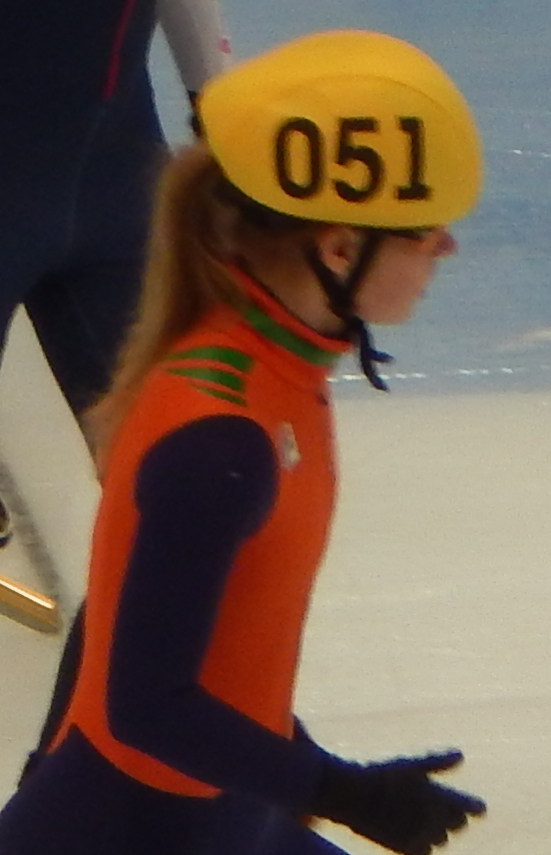
2015년 세계 선수권 대회 당시의 케르크호프

야라 판 케르크호프(네덜란드어: Yara van Kerkhof, 1990년 5월 31일~)는 네덜란드의 쇼트트랙 선수이다. 2018년 동계 올림픽에서 여자 500m 부문 은메달과 계주 동메달을 획득했으며 2022년 동계 올림픽에서 여자 계주 금메달을 획득했다.